# Harold Duden
Harold Herman Duden (Brüsszel, 1879. december 9. – El Paso, 1952. május 31.) Európa-bajnok brit jégkorongozó.
Részt vett az első jégkorong-Európa-bajnokságon, az 1910-esen, ahol aranyérmes lett a brit válogatottal.
Klubcsapata a Princes Ice Hockey Club volt.